# Sicyos lirae
Sicyos lirae är en gurkväxtart som beskrevs av Rodr.-arev. Sicyos lirae ingår i släktet hårgurkor, och familjen gurkväxter. Inga underarter finns listade i Catalogue of Life.